# Пруназин
Прунази́н — гликозид циангидрина бензальдегида (манделонитрила), цианогенный гликозид, содержащийся в растениях рода Prunus (Слива) — миндале, вишнях, абрикосе и др.
Пруназин синтезируется из фенилаланина и является предшественником амигдалина, который образуется при его гликозилировании, степень накопления амигдалина и его конечное содержание в ядрах косточек плодов зависит активности бета-гликозидаз, расщепляющих пруназин и амигдалин — высокой в сладких сортах миндаля и низкой в горьких.
Амигдалин гидролизуется до пруназина под действием амигдалин-β-гликозидазы КФ 3.2.1.117, сам пруназин гидролизуется до манделонитрила и глюкозы при катализе пруназин-β-гликозидазы КФ 3.2.1.118.